# Kostel svatého Víta (Český Krumlov)
Kostel svatého Víta v Českém Krumlově je významnou památkou pozdní gotiky z let 1407–1438, s pozdějšími úpravami. V roce 1995 byl vyhlášen Národní kulturní památkou.

## Stavebně-historický vývoj
Historie a stavební vývoj kostela jsou neodmyslitelně spjaty především se dvěma šlechtickými rody – Rožmberky a Schwarzenberky, kteří z Českého Krumlova učinili své sídelní město a kostel sv. Víta tak představoval hlavní svatostánek Rožmberského dominia a Krumlovského vévodství. Kostel byl několikrát upravován i za vlády Eggenberků.
První kostel na současném místě byl založen již v roce 1309. První fara byla vystavěna roku 1317 Petrem I. z Rožmberka a roku 1340 proběhla přestavba pod vedením mistra Linharta. Hlavní a monumentální přestavba však byla zahájena až za vlády Rožmberka Jindřicha III. Původní kostel již totiž nebyl schopen pojmout dostatek věřících stále se rozrůstajícího sídelního města a proto bylo nutné vystavět kostel nový. Současná stavba tak pochází z let 1407 až 1438.Stavitelem byl mistr Jan, synovec mistra Staňka, spolu s ním se na stavbě podílel Linhart z Aldeberka, který patrně sklenul trojlodí. Při této stavbě byly využity základy původního kostela, kupříkladu zdivo lodí pochází již z druhé poloviny 14. století. Z dochované smlouvy mezi tehdejším farářem Hostislavem a mistrem Janem víme, že bylo výslovně uvedeno, aby bylo při zaklenutí stropu užito osmi sloupů podle vzoru kostela sv. Jiljí v Milevsku a využito síťové klenby parléřovského typu podle královské katedrály sv. Víta v Praze. Třebaže mistr Jan Staněk, člen pražské kamenické rodiny, stavbu zahájil, na jejím dokončení se z neznámých důvodů již neúčastnil. Nový kostel byl vysvěcen pasovským biskupem Leonardem z Laimingu roku 1439.
Před rokem 1500 byla vybudována zadní kruchta a dalším významným zásahem bylo až zbudování mohutného rožmberského mauzolea a nového oltáře s Rožmberským jezdcem. Oba prvky však byly postupně odstraněny na naléhání místních jezuitů. K dalšímu podstatnému rozšíření došlo mezi léty 1725–1726, kdy se stal Český Krumlov sídlem Schwarzenberků. Ti nechali vystavět novou kapli svatého Jana Nepomuckého, ochránce rodu a Dominia. Při kapli byla také zřízena tzv. Srdeční hrobka, kam byla ukládána srdce krumlovských vévodů (viz níže).

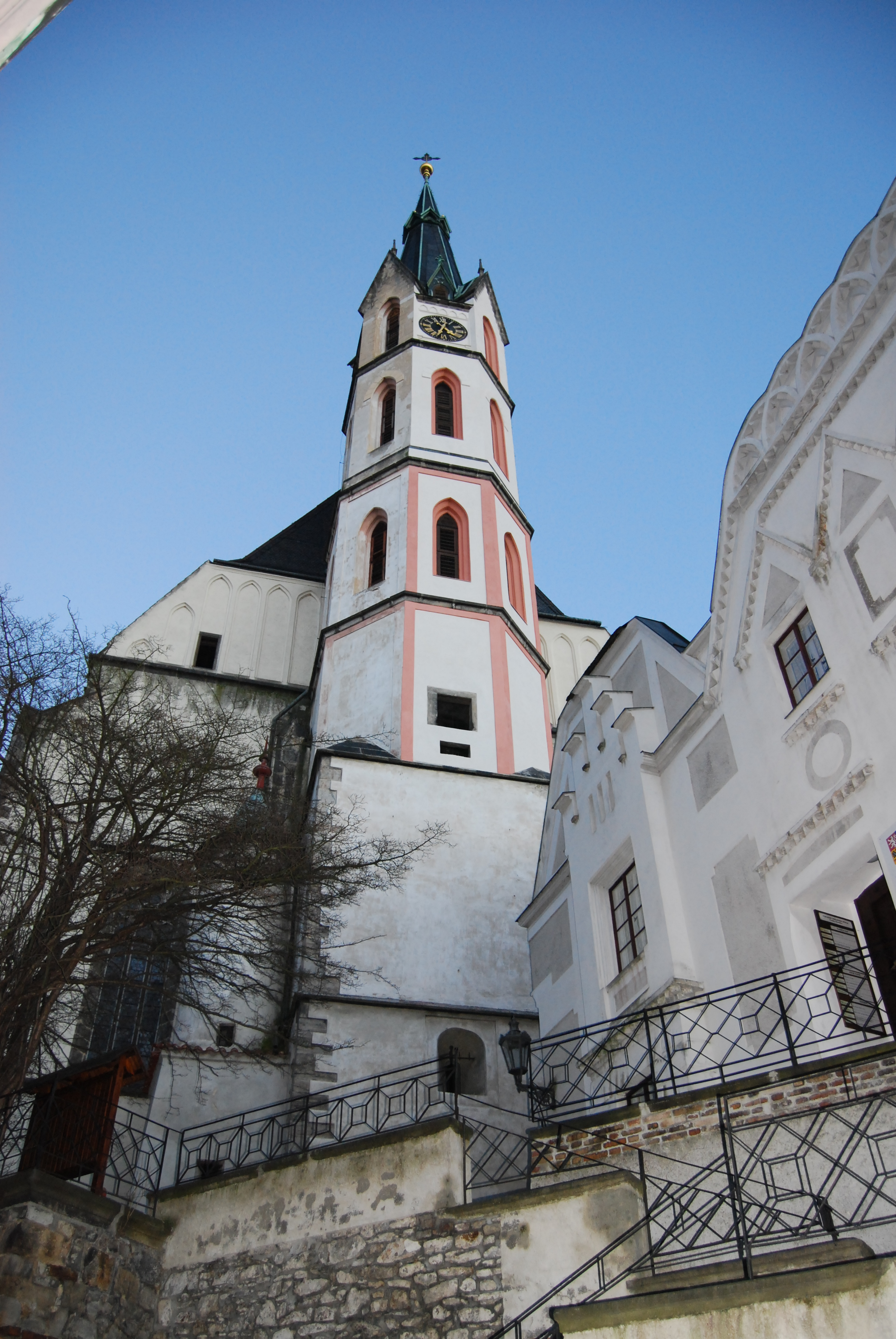
Pohled na věž z Kostelní ulice

Poslední významnou etapou byla až drastická neogotická přestavba v 19. století, kdy byly odstraněny barokní prvky a bohužel i mnoho prvků předbarokních. V letech 1893–1894 tak byla odstraněna i původní barokní cibulovitá věž a nahrazena současnou neogotickou. Kostel byl pak v letech 1899–1900 restaurován. Důkladná oprava interiéru a zařízení byla provedena i v roce 1936.

### Kaple svatého Jeronýma (1389–1787)
Od založení Českého Krumlova vedle sebe žili česky a německy mluvící obyvatelé. Jelikož bylo v kostele kázáno v češtině, začali se němečtí věřící dožadovat na Rožmbercích kázání v jazyce německém. K tomuto účelu tak sloužila kaple svatého Jeronýma, která při kostele v Kostelní ulici existovala od roku 1389, do doby, než bylo německé kázání roku 1602 přesunuto do kostela sv. Jošta. Kaple byla během období sekularizace monarchie odsvěcena a prodána roku 1787.

### Svatováclavský chorál
V době pobělohorské uhájil proti městské radě poněmčeného Českého Krumlova česká kázání v kostele sv. Víta první infulovaný prelát krumlovský a vlastenecký farář Jiří Bílek z Bílenberku. V boji proti městské radě ho podporoval Arnošt Vojtěch z Harrachu a Bedřich Slanina, jezuitský provinciál. Jiří Bílek z Bilenberku (†1657 Č. Krumlov) ve své závěti vyslovil přání, aby každou neděli a svátek po ranních bohoslužbách zazněl na jeho památku v kostele sv. Víta Svatováclavský chorál.

### Hřbitov
Do roku 1585 kostel částečně obklopoval hřbitov. Ten však byl kvůli nedostatku místa po těžké morové ráně zrušen a přesunut do míst dnešního Městského parku ke kapli svatého Martina.

## Popis stavby
Kostel je halovým trojlodím s protáhlým pětiboce uzavřeným presbytářem, osmibokou štíhlou věží v ose západního průčelí, pravoúhlou sakristií, kaplemi Vzkříšení, sv. Jana Nepomuckého a předsíní se vstupním portálem na severní straně.

Presbytář je zaklenut síťovou žebrovou klenbou podle vzoru kostela sv. Jiljí v Milevsku (tři pole a pětiboký závěr). Žebra nasedají na tenké válcovité přípory profilovanými hlavicemi. Přípory končí ve výši spodní hrany oken jehlancovitými konzolami. Na severní stěně (vlevo od oltáře) je cenný sanktuář z doby po roce 1500 – kamenný, bohatě naturalisticky zdobený. V závěru za oltářem je jednoduchý sedlový portálek. Do severní sakristie vede další sedlový portálek.

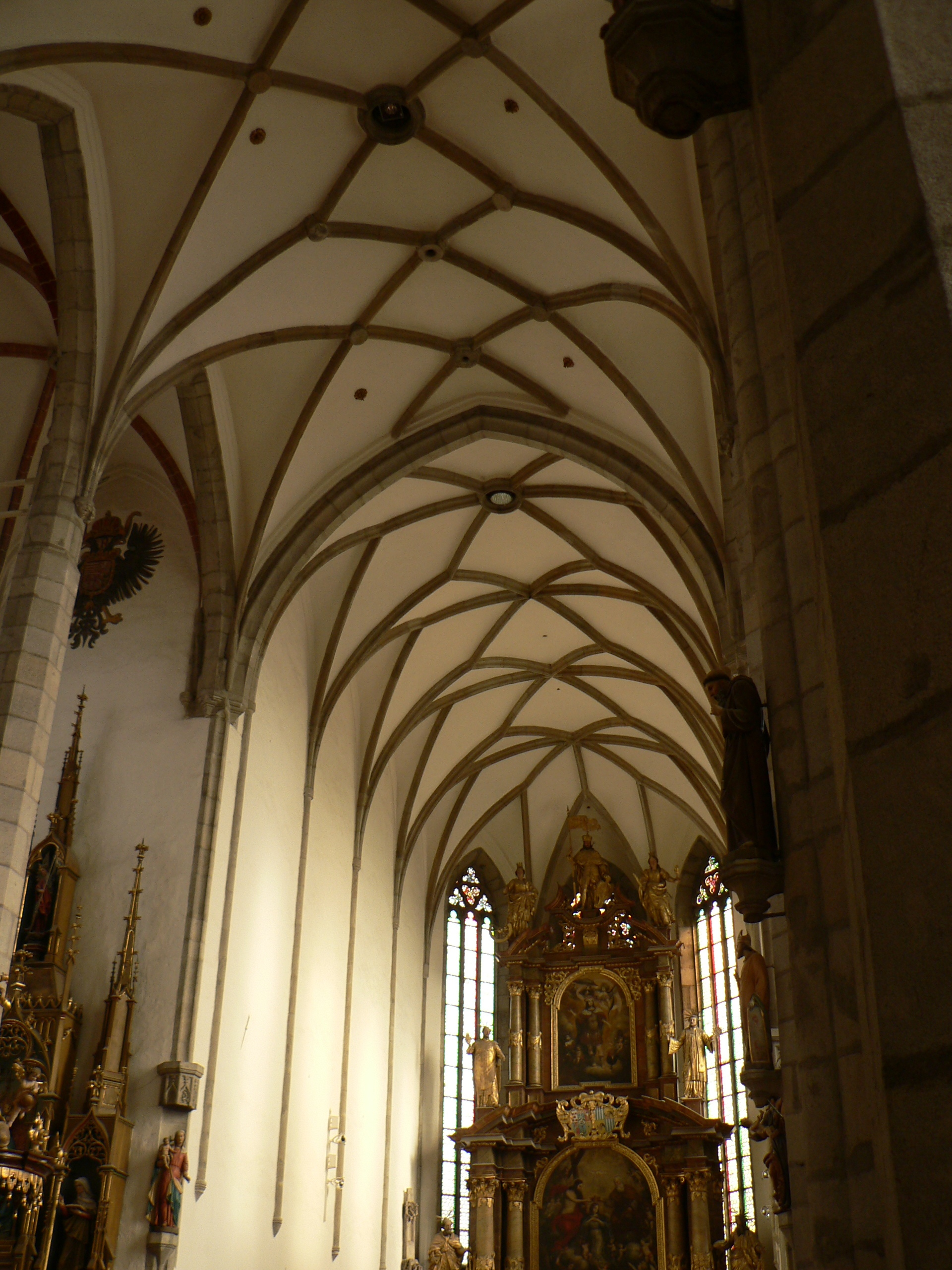
Klenba presbytáře vytvořená podle milevského vzoru

Severní sakristie je zaklenuta variantou milevské klenby z roku 1425. Žebra vybíhají z figurálních konzol; místnost v patře nad sakristií je zaklenuta dvěma poli křížové klenby s jehlancovitými konzolami. Jižní sakristie je mladší, z roku 1637 a je zaklenuta třemi poli křížové klenby se štukovými žebry; v patře je plochostropá oratoř ze druhé poloviny 18. století.
Presbytář je od hlavní lodě oddělen lomeným triumfálním obloukem; mohutný je jen horní oblouk, dále dolů sbíhá jemnější vyžlabená žebra s baldachýny, do kterých jsou vloženy sochy.
Trojlodí je neseno čtyřmi páry pilířů, střídavě v obrysu osmibokých a čtyřlistých. Zaklenuto je síťovou klenbou svatovítského typu, v hlavní lodi s kamennými žebry, ve vedlejších lodích jsou použita žebra cihlová. Žebra přecházejí na zdech bez hlavic do oblých přípor, které vycházejí až od země.
V západní části je cenná pozdně gotická kruchta, podepřená svazkovými pilíři. Prostor pod kruchtou je zaklenutý síťovou klenbou z osmicípých hvězd. Na kruchtu se vchází sedlovým portálkem s přetínanými pruty z roku 1510.
Severní portál je gotický, bohatě profilovaný, z roku asi 1410. Dřevěné vyřezávané dveře jsou z konce 17. století. Předsíň před ním byla zaklenuta při opravě roku 1900.
Ke kostelu jsou přistavěny dvě kaple. Barokní kaple sv. Jana Nepomuckého z roku 1725 postavená podle návrhu Franze Fortiniho a pod dohledem  A. E. Martinelliho je obdélná, půlkruhově uzavřená. Výzdoba klenby je současná. Kaple Vzkříšení je původně gotická, v 18. století byla zbarokizována (mj. zbavená žeber) a roku 1777 vymalována Františkem Jakubem Prokyšem. Do obou kaplí se vstupuje z lodi půlkruhovými oblouky.

## Hrobky krumlovských vládců

### Rožmberské mauzoleum

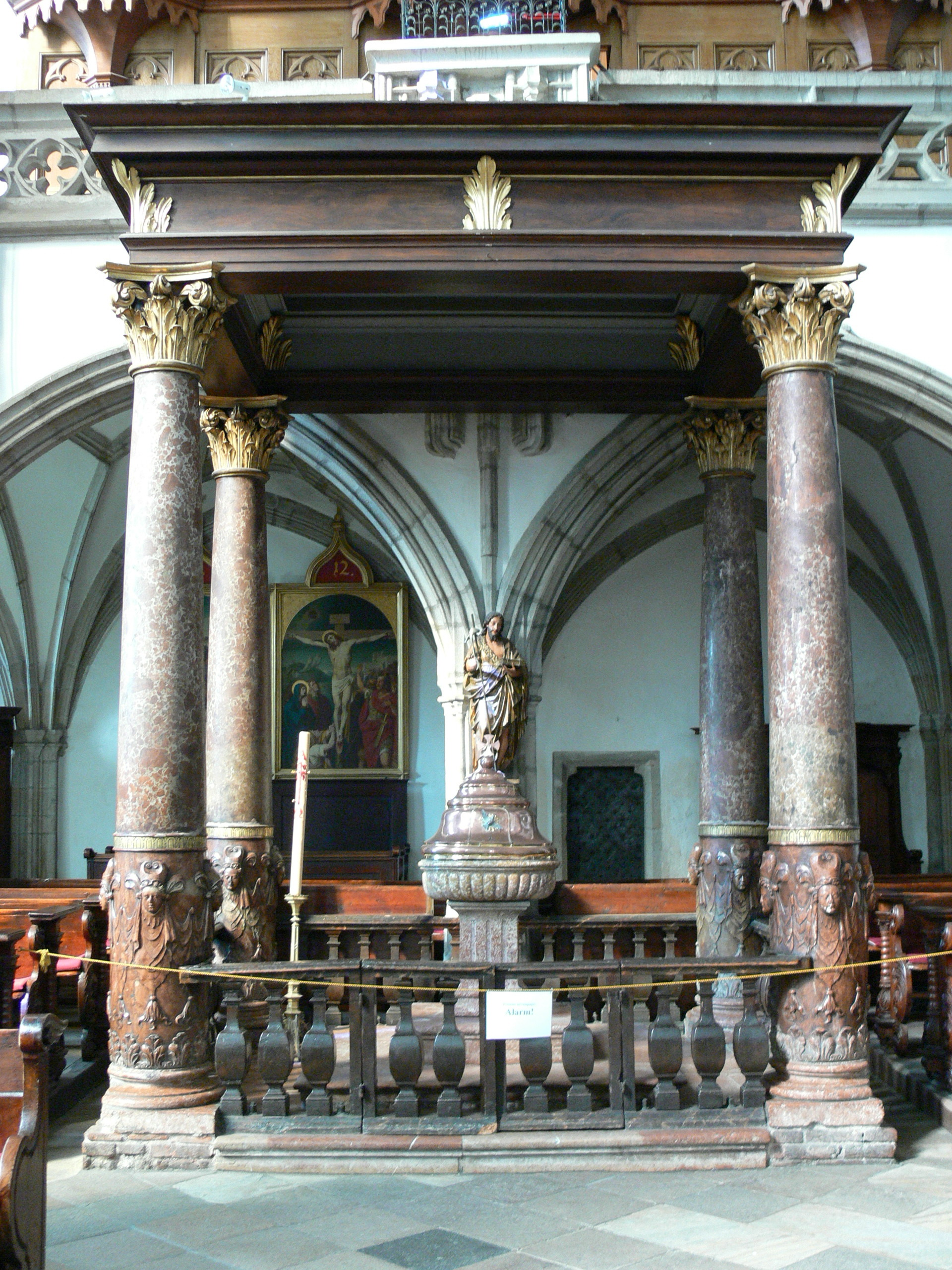
Sloupy z Vilémova mauzolea

Po smrti předposledního vladaře domu rožmberského Vilém z Rožmberka roku 1592 byla vystavěna uprostřed presbytáře hrobka a nad hlavní oltář umístěn Rožmberský jezdec. Mohutnost hrobky a její umístění přímo před oltářem bylo dlouhou dobu trnem v oku místním jezuitům, kteří poukazovali na to, že byl bývalý vládce Dominia přirovnáván Bohu. Především však hrobka překážela bohoslužbě. Rožmberský jezdec byl odstraněn již roku 1621, ale další demolici zabránila poslední Vilémova žena Polyxena. K úplnému odstranění hrobky se opět schylovalo již v roce 1670, což však naprosto odmítl tehdejší krumlovský vévoda Jan Kristián I. Konečnému odstranění nadzemní části hrobky tak bylo vyhověno až během Josefínských reforem roku 1783.
Po odpečetění hrobky byly nalezeny ostatky:
- Viléma z Rožmberka
- Anny Marie z Rožmberka
- Marie Johany ze Schwarzenbergu (†1670), příbuzné Marie Arnoštky z Eggenbergu, rozené ze Schwarzenbergu, 7. vévodkyně krumlovské
- Josefa Františka ze Schwarzenbergu, nedospělého syna Josefa Adama ze Schwarzenbergu, 9. vévody krumlovského

Cínové rakve Viléma a Anny Marie Bádenské byly nahrazeny dubovými a uloženy zpět do podzemního sklípku. Nadzemní část byla rozebrána, sloupy byly následně použity ke stavbě baldachýnu pro křtitelnici a náhrobní kameny Viléma a Anny Marie nejprve vsazeny před oltář, následně pak připojeny ke kapli sv. Jana Nepomuckého.
V hrobce Viléma z Rožmberka bylo dočasně uloženo i tělo 3. vévody krumlovského Jana Kristiána I. z Eggenbergu, nicméně to bylo později vyjmuto a převezeno do Štýrského Hradce, kde bylo pohřbeno v rodové hrobce Eggenberků.

### Hrobka srdcí Schwarzenbergů, vévodů krumlovských

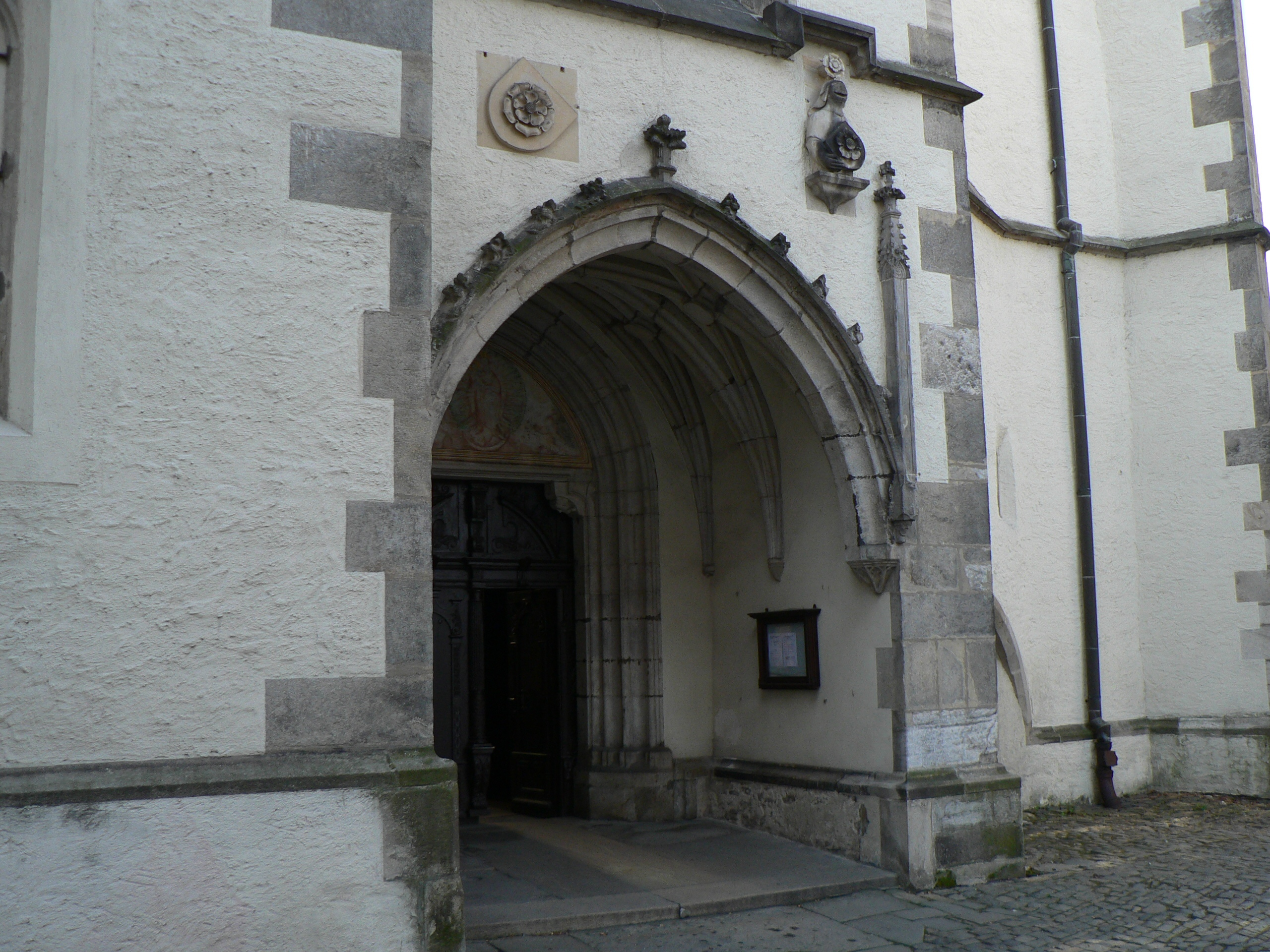
Severní vstupní portál s předsíní spolu s rožmberským znakem

Posledním přáním Eleonory Amálie, manželky prvního vévody krumlovského z rodu Schwarzenbergů, knížete Adama Františka, bylo spočinout v nově zbudované kapli sv. Jana Nepomuckého. Její syn, kníže a vévoda Josef I. Adam její přání splnil. Po velkolepém průvodu, kdy její tělo v obyčejné rakvi do kostela odnesli chudí a nemajetní na projev jejího soucitu s nejubožejšími, bylo její tělo uloženo v dané kapli. Zároveň však byl vytesán malý sklípek v levé boční zdi kaple, do níž byla uložena vedle sebe srdce obou Josefových rodičů – Eleonory Amálie a Adama Františka. Byla tak započata tradice, kdy do této malé hrobky byla ukládána srdce krumlovských vévodů a jejich manželek.
Hrobku srdcí kryje deska z černého mramoru, na níž je vytesán latinský text: CORDA HIC CONDITA ADAMI ET ELEONORAE CONJ. PRINCIPUM DE SCHWARZENBERG CRUMLOVI DUCUM. JOSEPHUS PARANTIBUS OPTIMIS PIETATIS FILIALIS MP A. MDCCXLV, v českém překladu Zde jsou uložena srdce Adama a jeho manželky Eleonory, knížat ze Schwarzenbergu a vévodů krumlovských. Josef nechal zhotovit v roce 1745 ze synovské lásky nejlepším rodičům. Nad deskou je alianční znak schwarzenberský a lobkowický. Výtvarně byla tato nadzemní hrobka pojata ve formě oltáře. Obsah "srdeční hrobky" známe z akvarelů knížecího inženýra Josefa Langweila, který ji nakreslil v roce 1834. Obdobnou hrobku srdcí (německy Herzgruft) mají i Habsburkové v Augustiniánském kostele ve Vídni.
- Srdce vévodů a jejich manželek – celkem 7:
  - 1. Adam František (1680–1732), 8. vévoda krumlovský ∞ 2. Eleonora Amálie, rozená z Lobkovic (1682–1741)
    - u obou mají urny tvar kotlíku s poklicí

  - 3. Josef I. Adam (1722–1782), 9. vévoda krumlovský; srdce jeho choti Marie Terezie, rozené z Lichtenštejna (1721–1753) zde nespočinulo
    - pohárový tvar

  - 4. Jan Nepomuk I. (1742–1789), 10. vévoda krumlovský ∞ 5. Marie Eleonora, rozená z Öttingen-Wallersteinu (1747–1797)
    - u něho má urna pohárový tvar, u ní tvar soudku

  - 6. Josef II. (1769–1833), 11. vévoda krumlovský ∞ 7. Paulina Charlotta, rozená z Arenbergu (1774–1810)
    - u něho má urna tvar nízkého poháru, u ní tvar srdce

## Vybavení a výzdoba interiéru

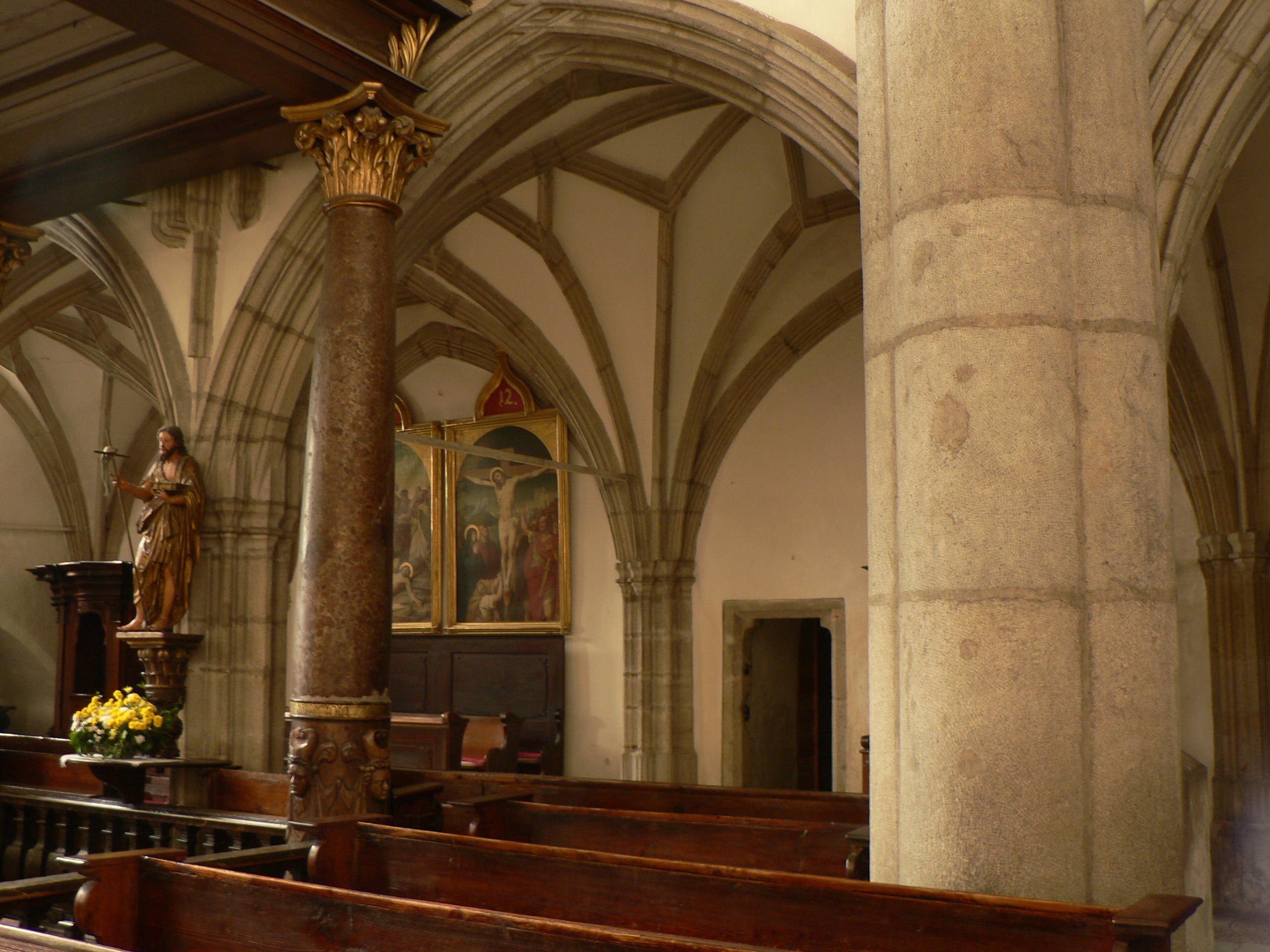
Klenba pod kruchtou

Z prvků výzdoby a vybavení jsou nejzajímavější:
- gotická freska sv. Kateřiny (před 1420) na zdi severní kruchty
- cenné figurální fresky na severní stěně boční lodi (po 1430) – Ukřižování s Pannou Marií a sv. Janem, sv. Veronika, Alžběta s žebrákem, Marie Magdalena, Kateřina, světice s donátorkou, sv. Bartoloměj s donátorem
- na jižní stěně fresky z legendy o svatém Vítu (1781)
- cenný raně barokní hlavní oltář z let 1673–1683 (J. Worath), s oltářními obrazy Korunování Panny Marie a sv. Víta (asi 1683, M. Leuthner)
- rokokový boční oltář svatého Pavla (1773)
- další novogotické oltáře (1897–1898)
- rokoková kazatelna (1864)Klenba hlavní lodi podle svatovítského vzoru

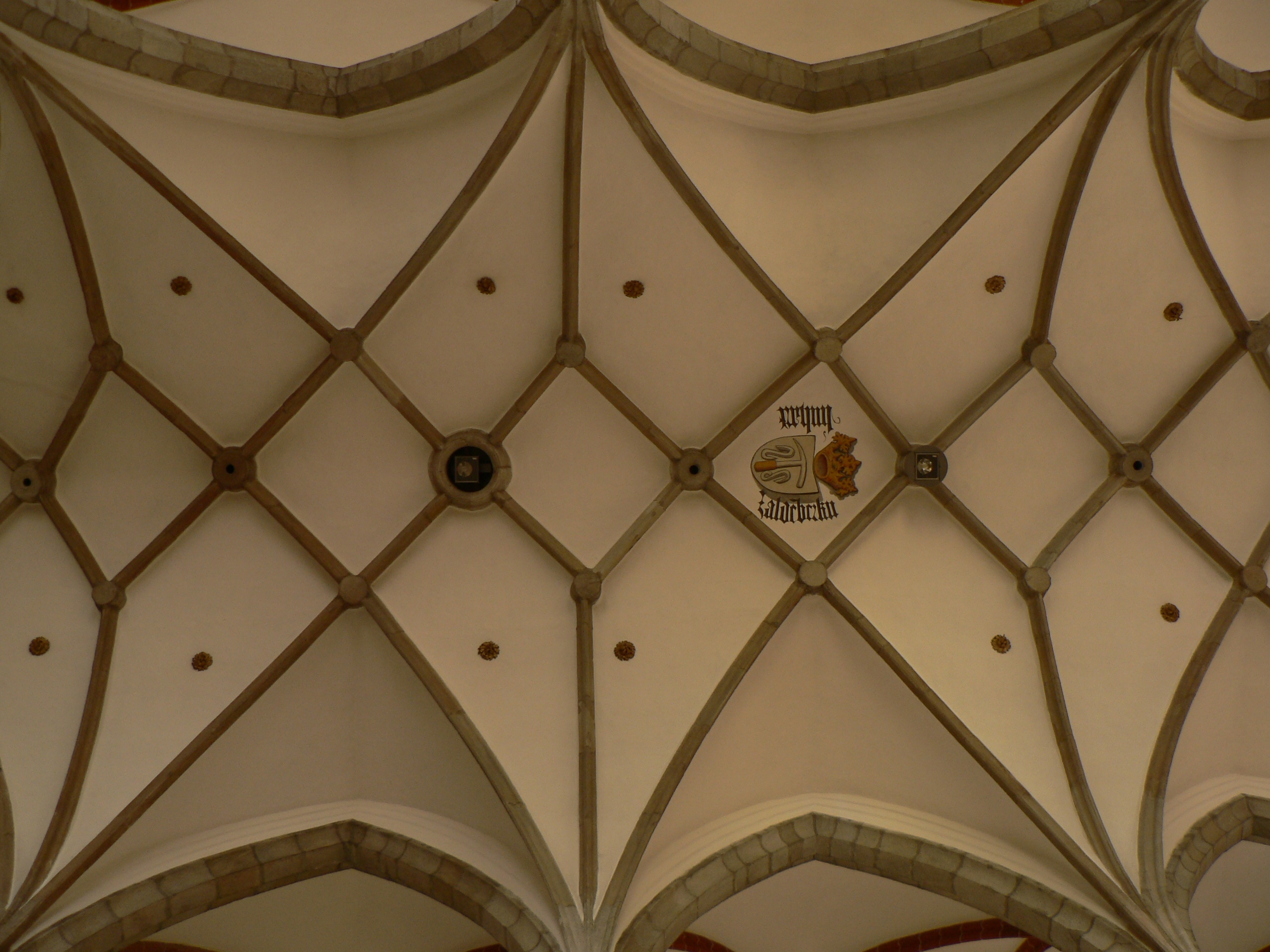
Klenba hlavní lodi podle svatovítského vzoru

- cenné renesanční pomníky, náhrobky a epitafy
- a další[2]

## Fotogalerie

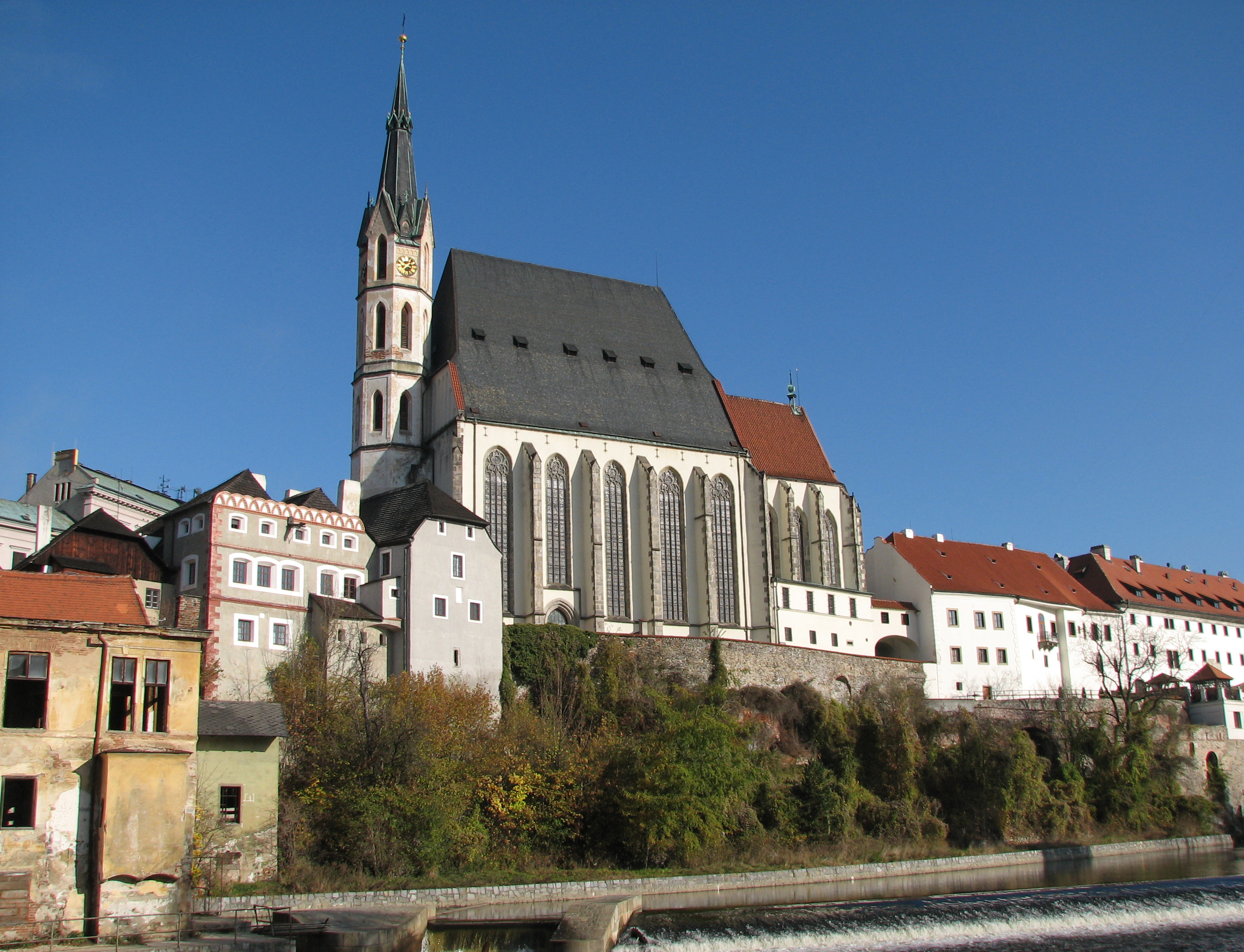
Pohled od řeky
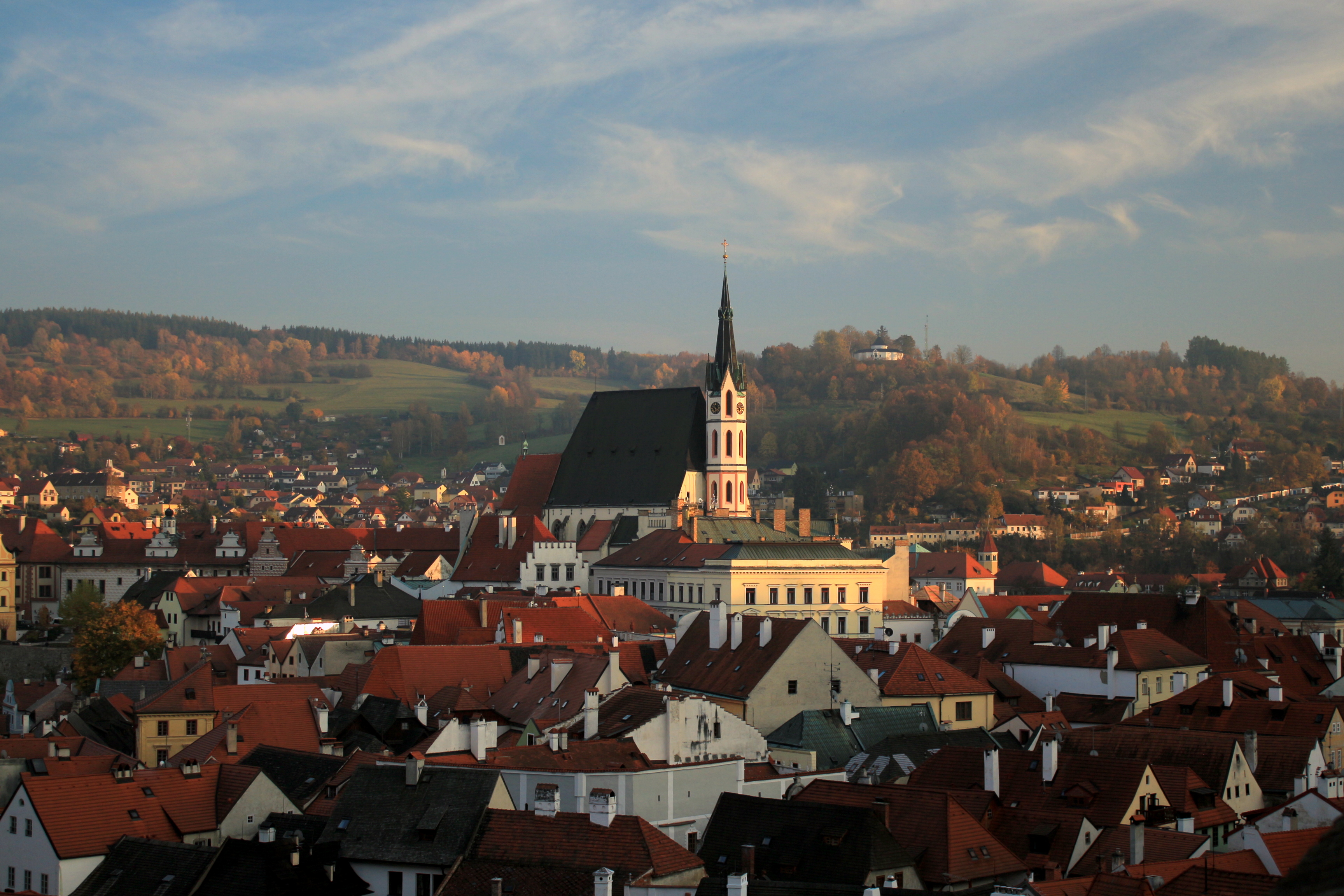
Pohled od zámku
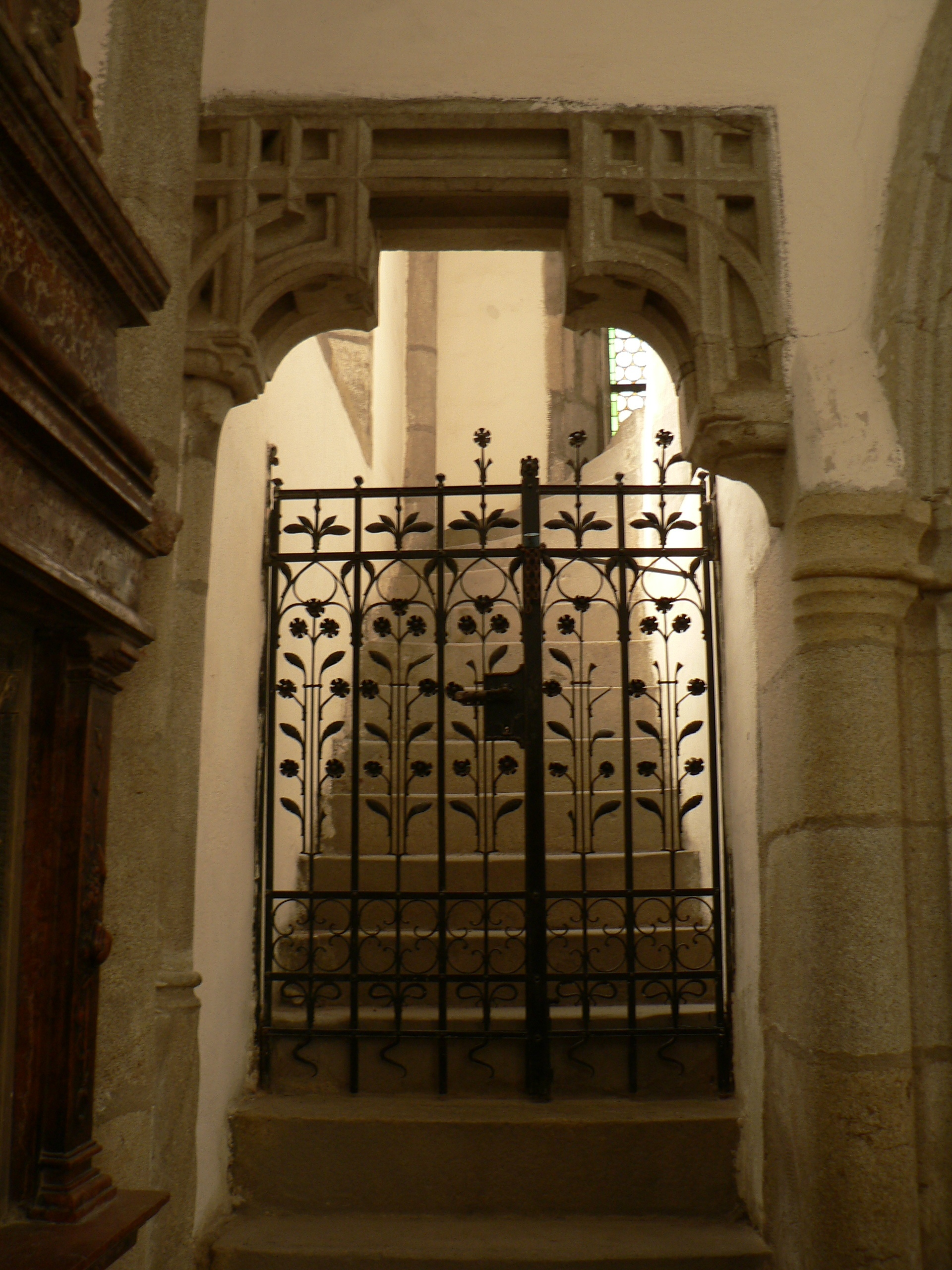
Sedlový portál s přetínanými pruty, vedoucí na kruchtu (1510)
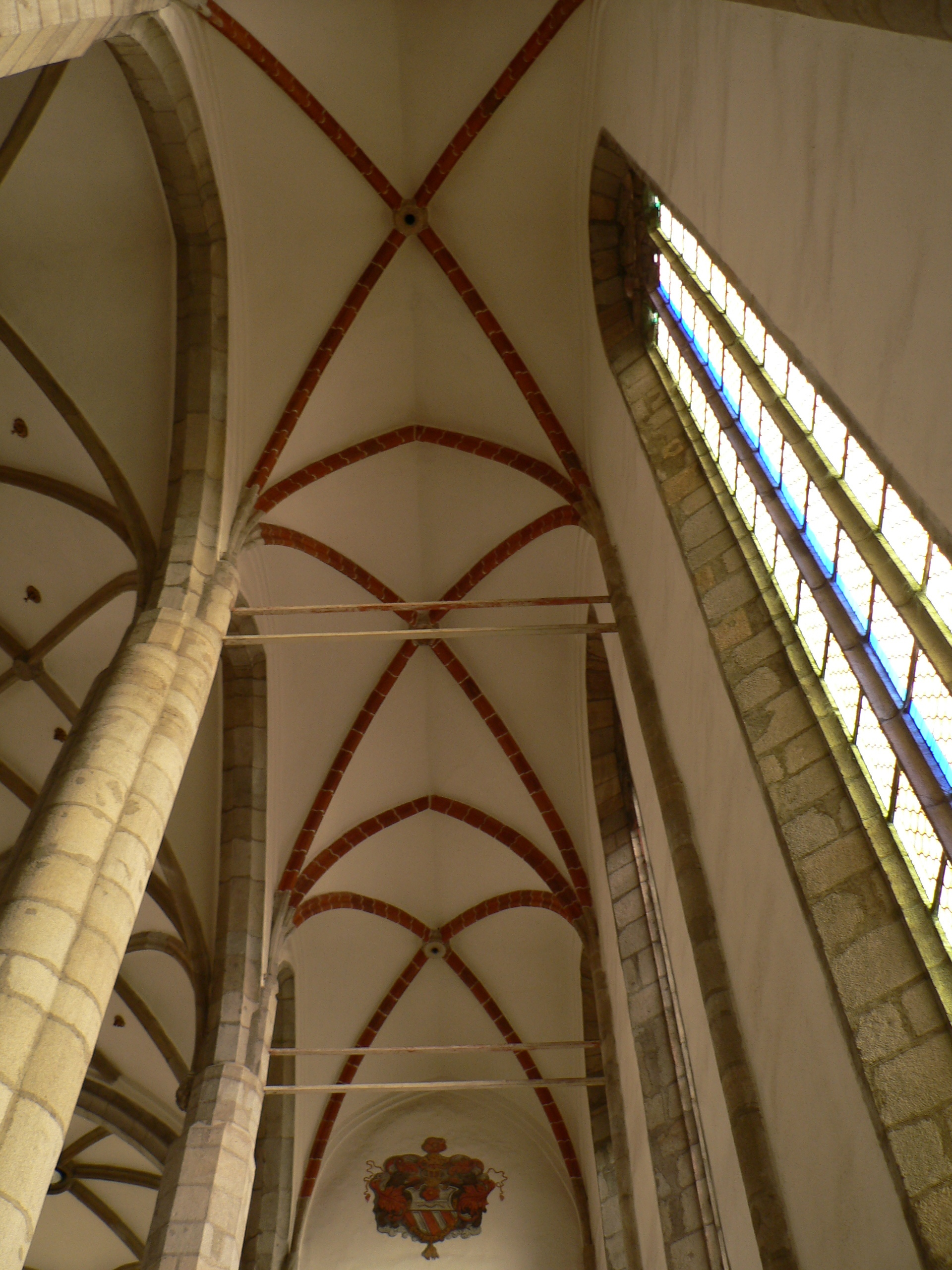
Klenba boční lodi s cihlovými žebry
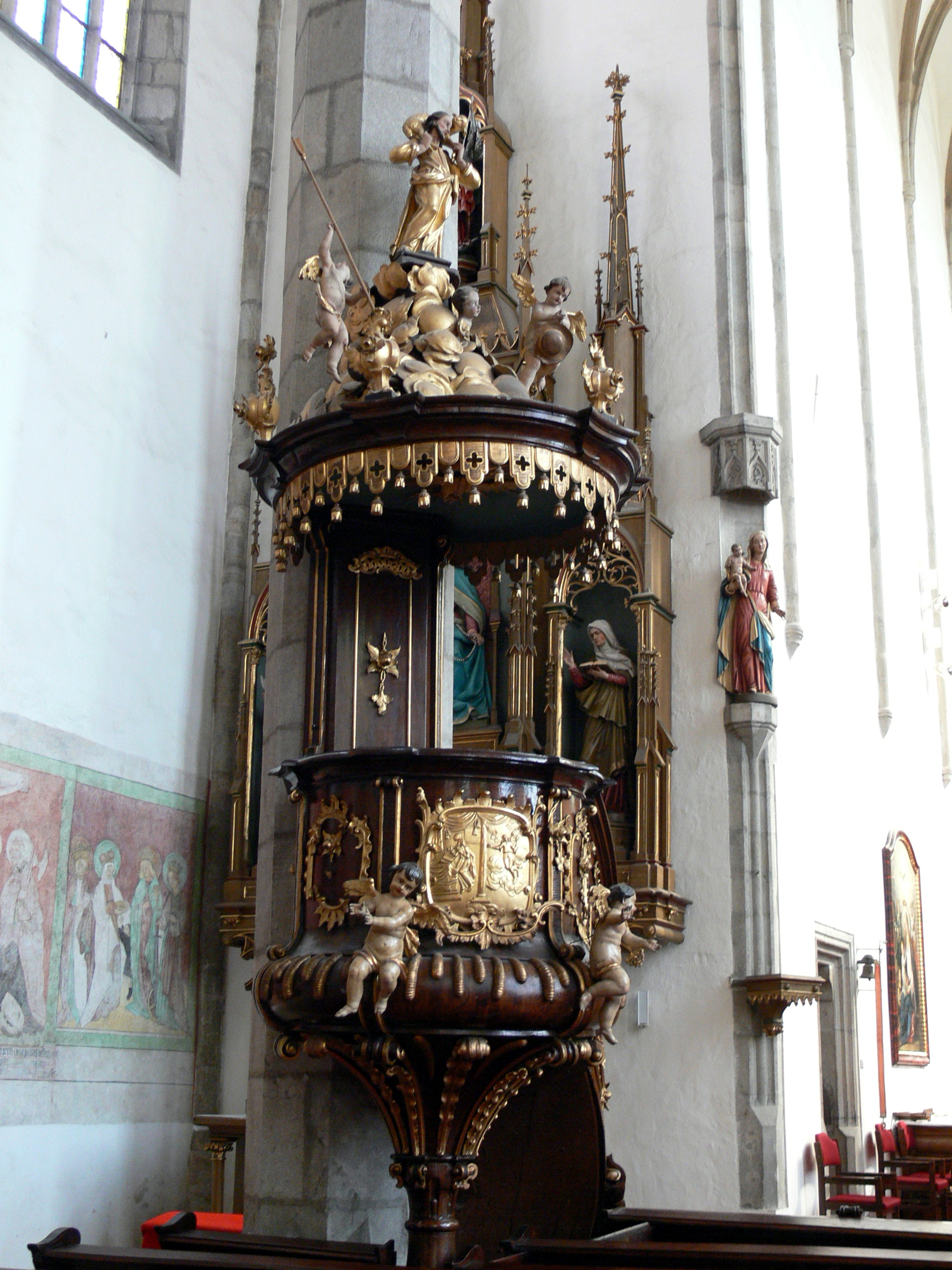
Kazatelna
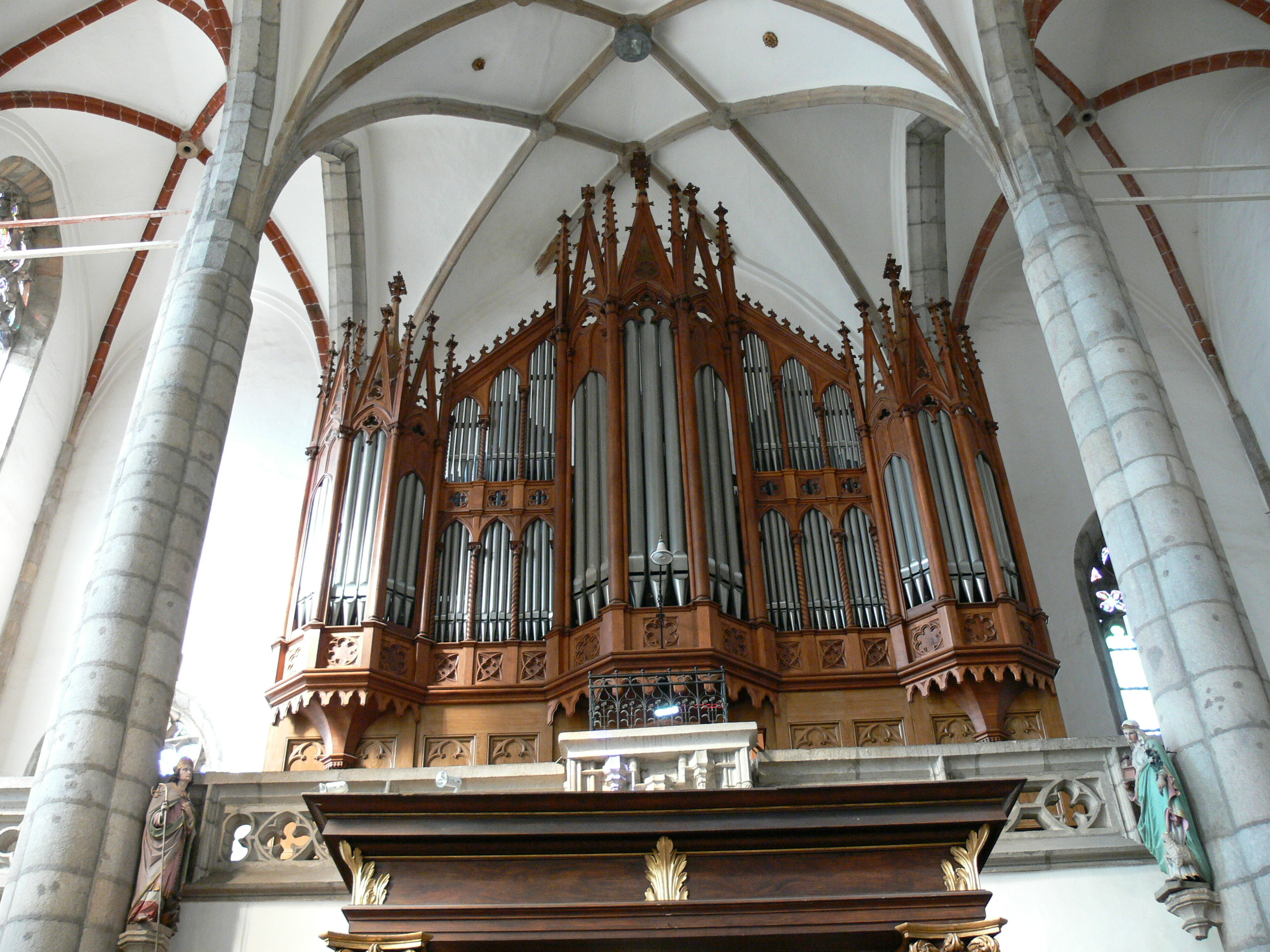
Varhany
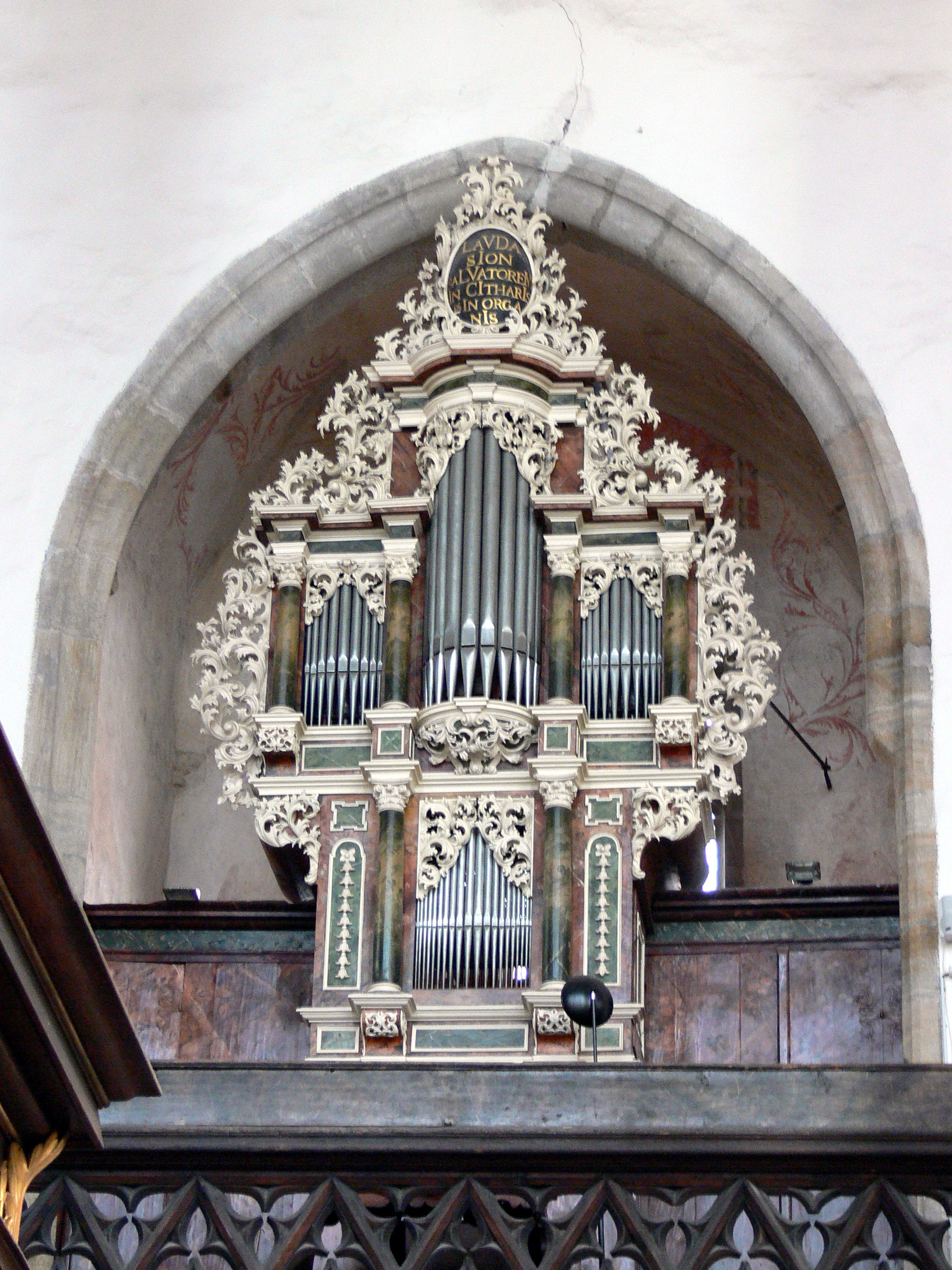
Varhany
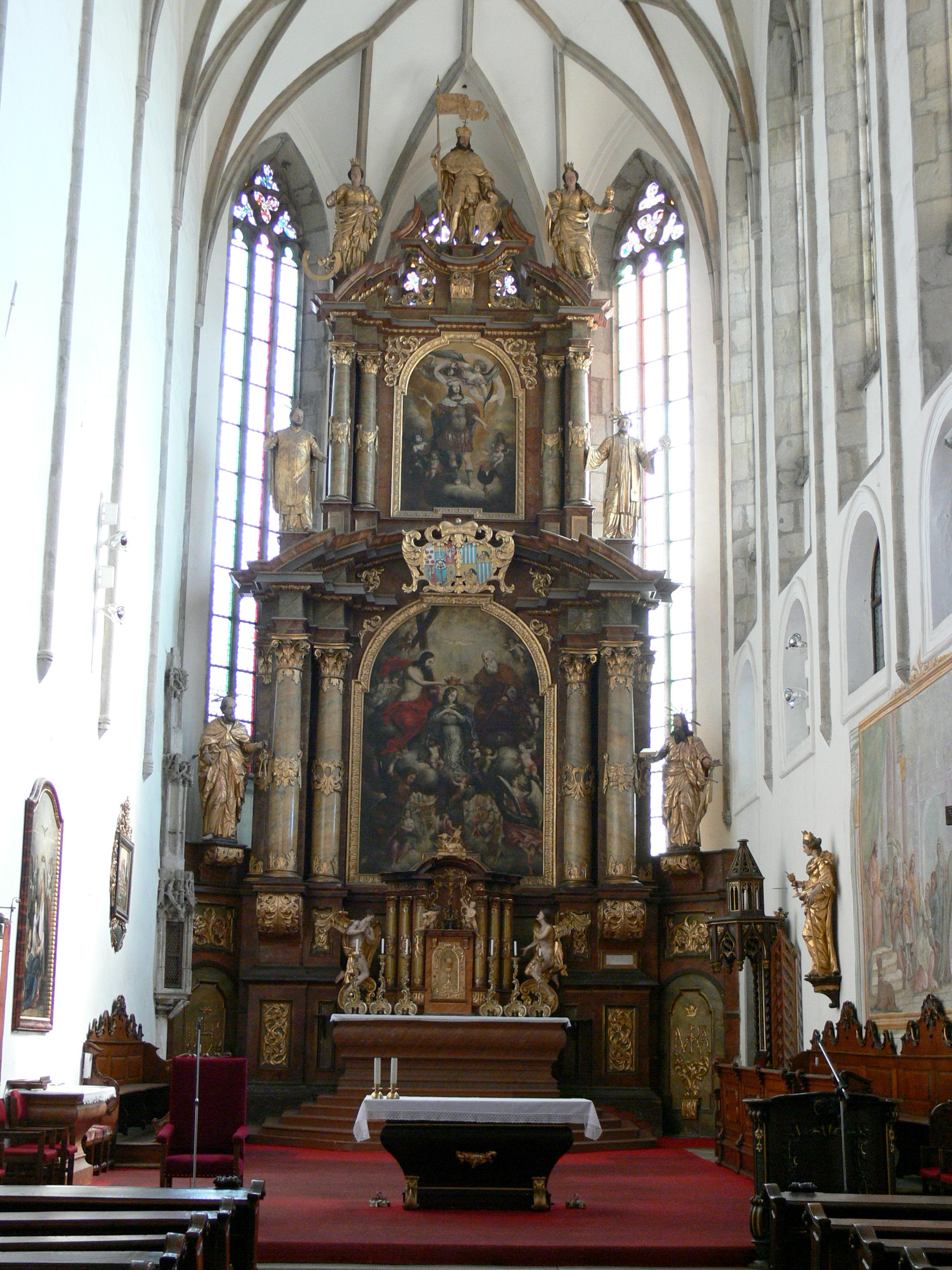
Hlavní oltář
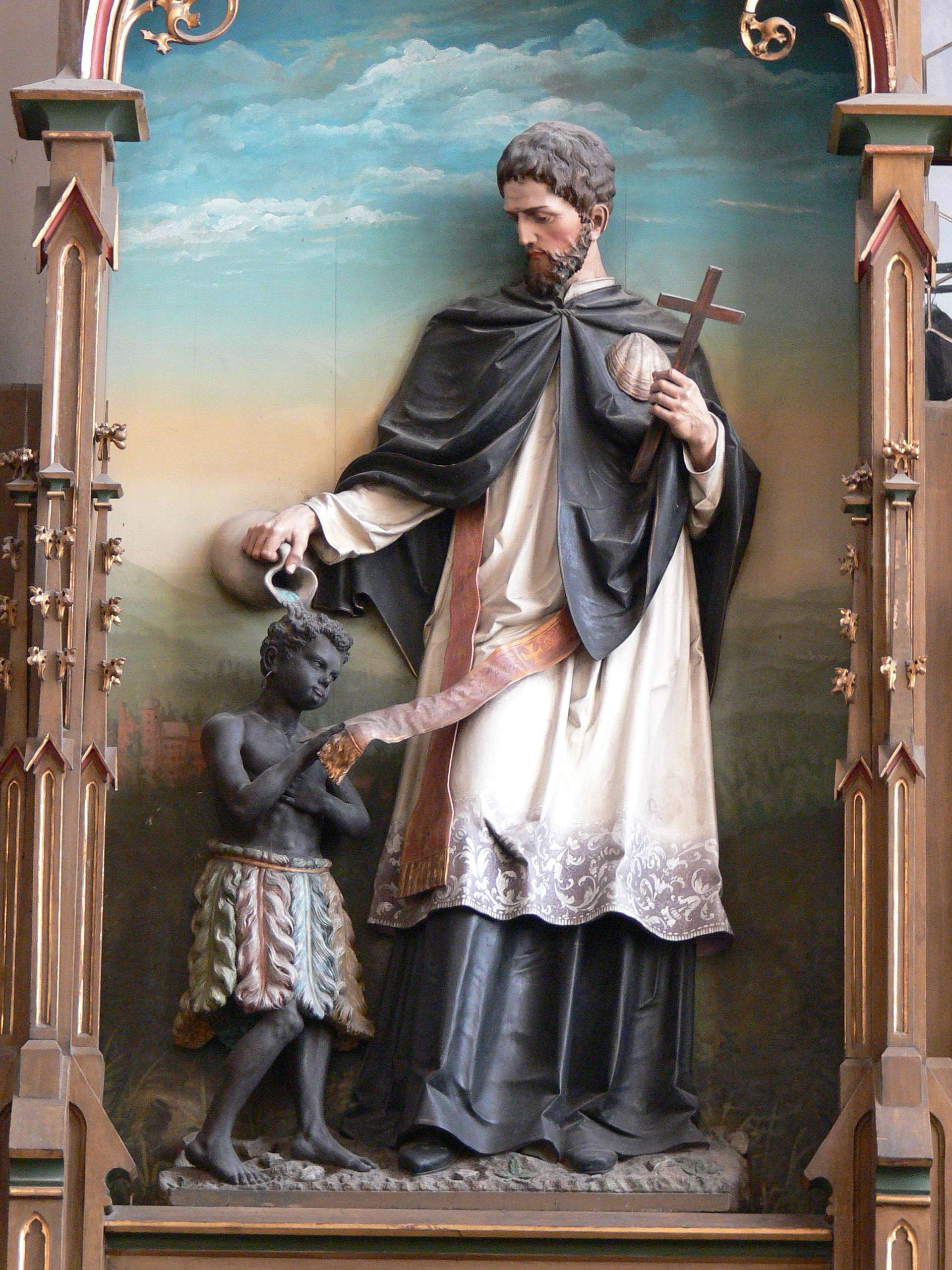
Boční oltář
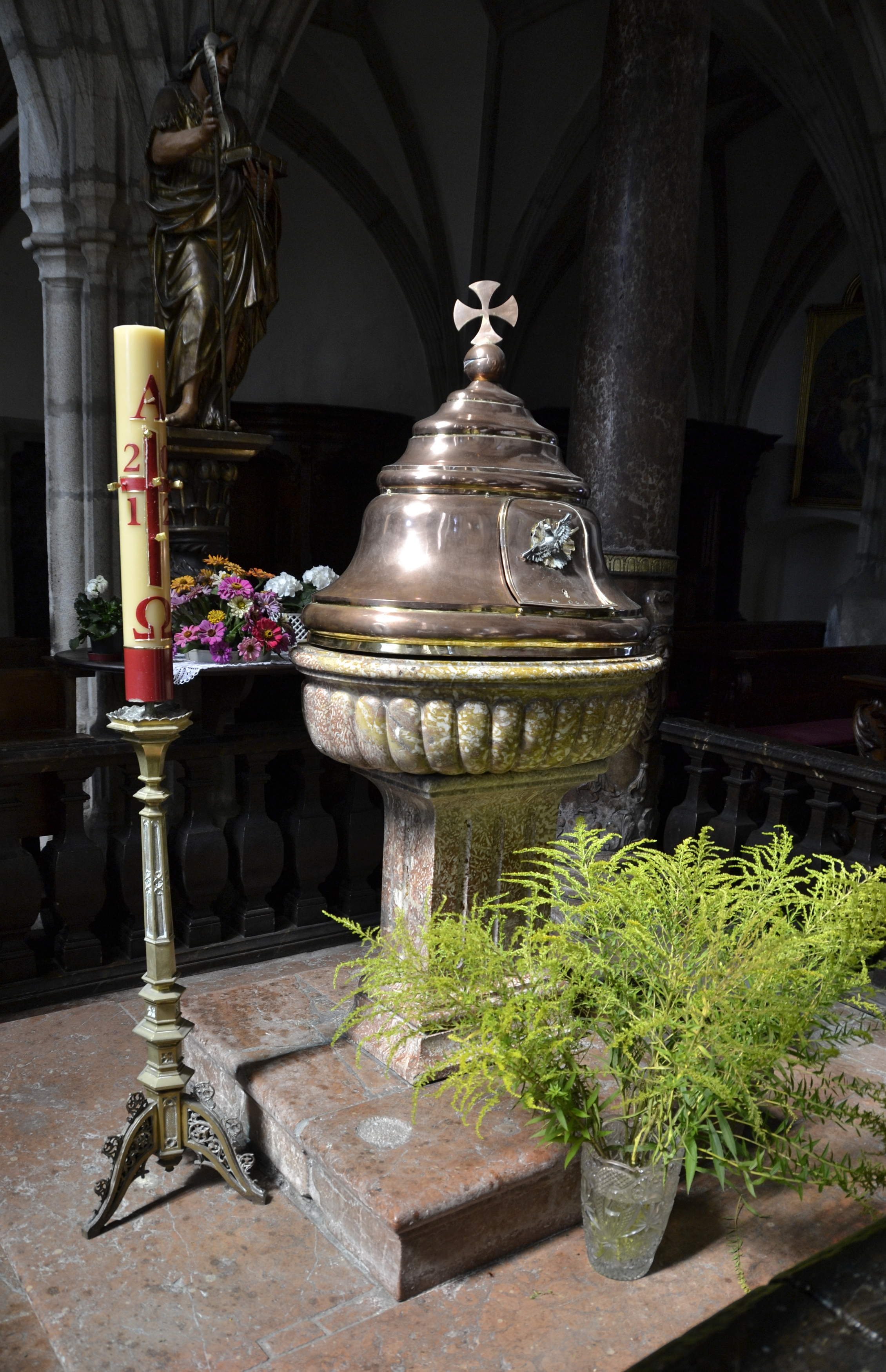
Křtitelnice